# 梅赛德斯-奔驰Atego
梅赛德斯-奔驰Atego（德语：Mercedes-Benz Atego）是梅赛德斯-奔驰旗下的一款中型卡車系列，於1997年推出，重量由7噸至16噸不等，並取代舊有的奔馳LN系列卡車。
在歐洲其主要競爭對手為雷諾Midlum、歐霸Eurocargo、猛獅TGL等車型，亞洲對手為日野Ranger、三菱Super Fighter、五十鈴Forward和UD Condor。

## 簡介
1997年首度出台，以取代原來的LN。車型的規格與同時期推出的Actros差不多。以引擎來劃分，車型可被分作直列四缸柴油發動機OM 904 LA，以及直列六缸柴油引擎OM 906 LA。前者輸出馬力為122至170匹，而後者則為231至326匹。重量方面，介乎7噸至16噸之間。
Atego主要定位在規模較中等的物流用车。在奔驰车系裡，其地位介乎於Sprinter、Vario與Actros之間。
儘管是中型卡車，但也有牽引車版本。

## 圖片

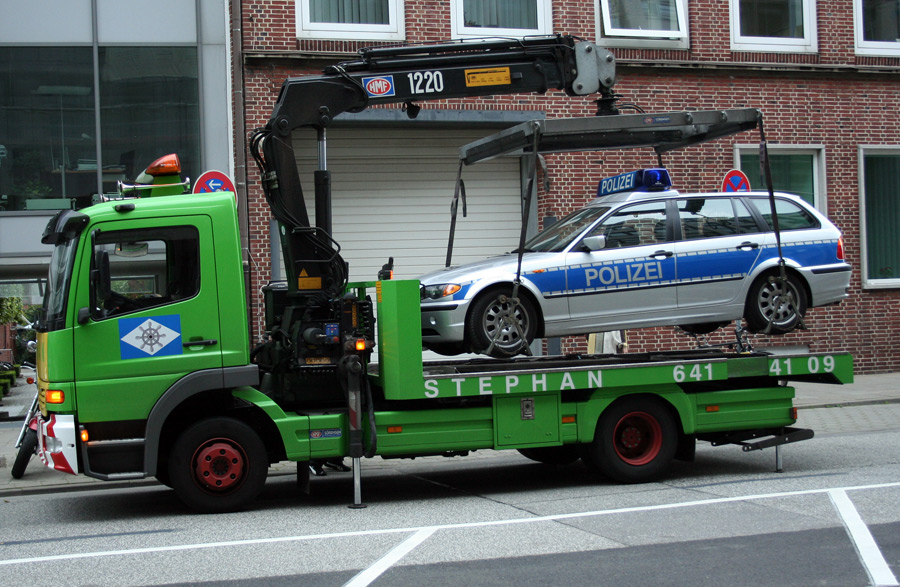
在德國的Atego吊臂車，正吊著一部寶馬警車。
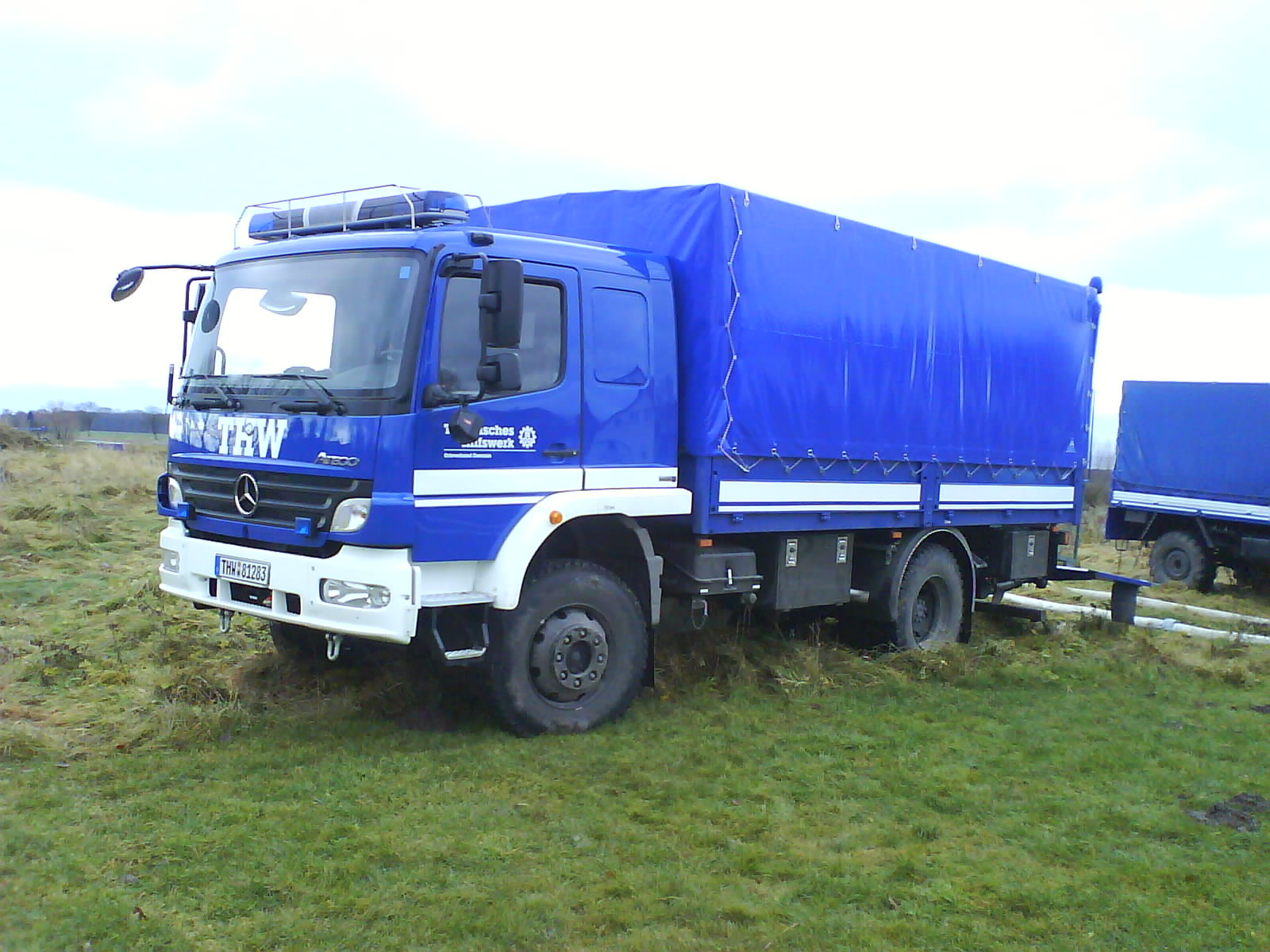
四驅型號。
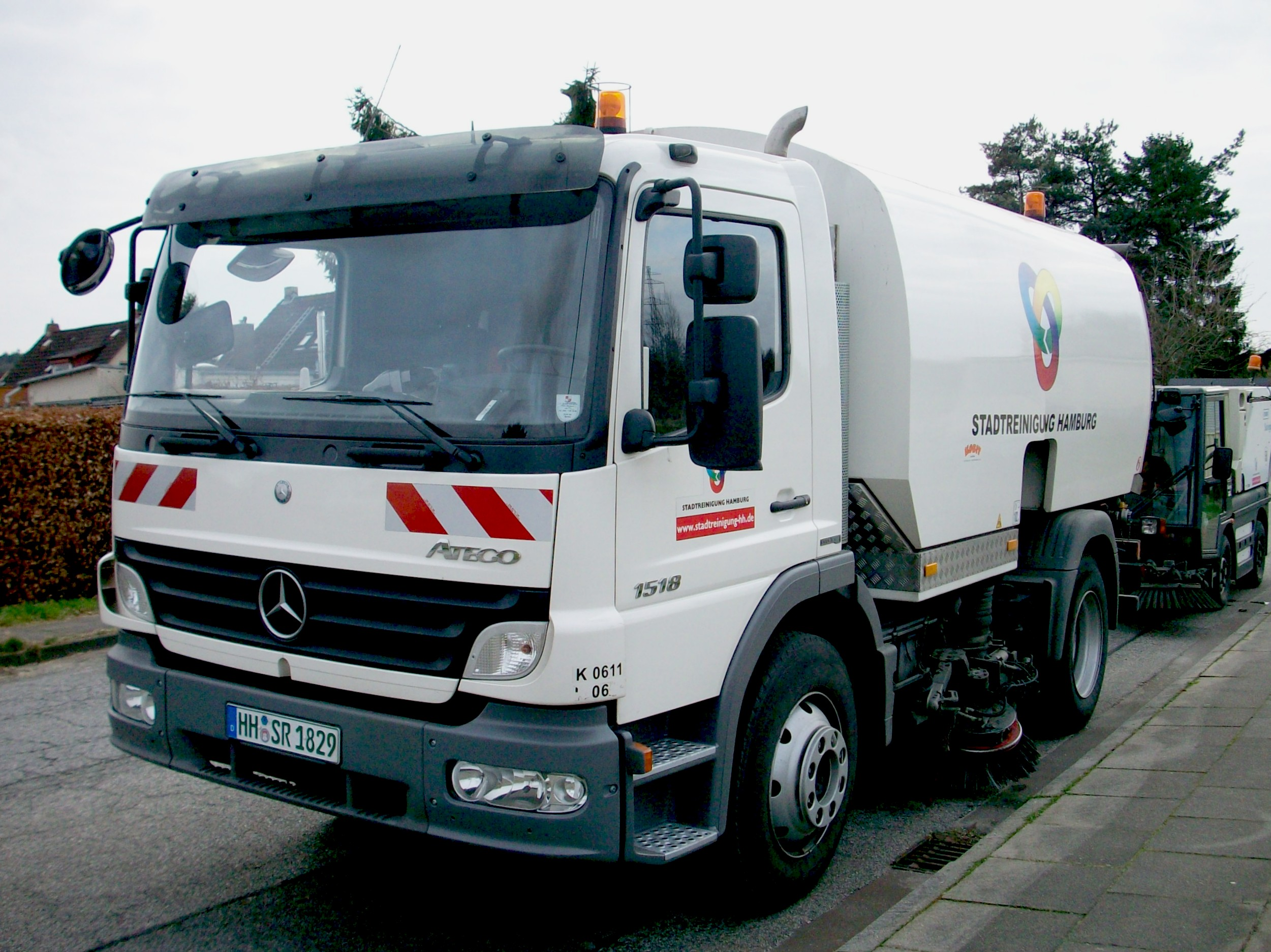
道路工程車。
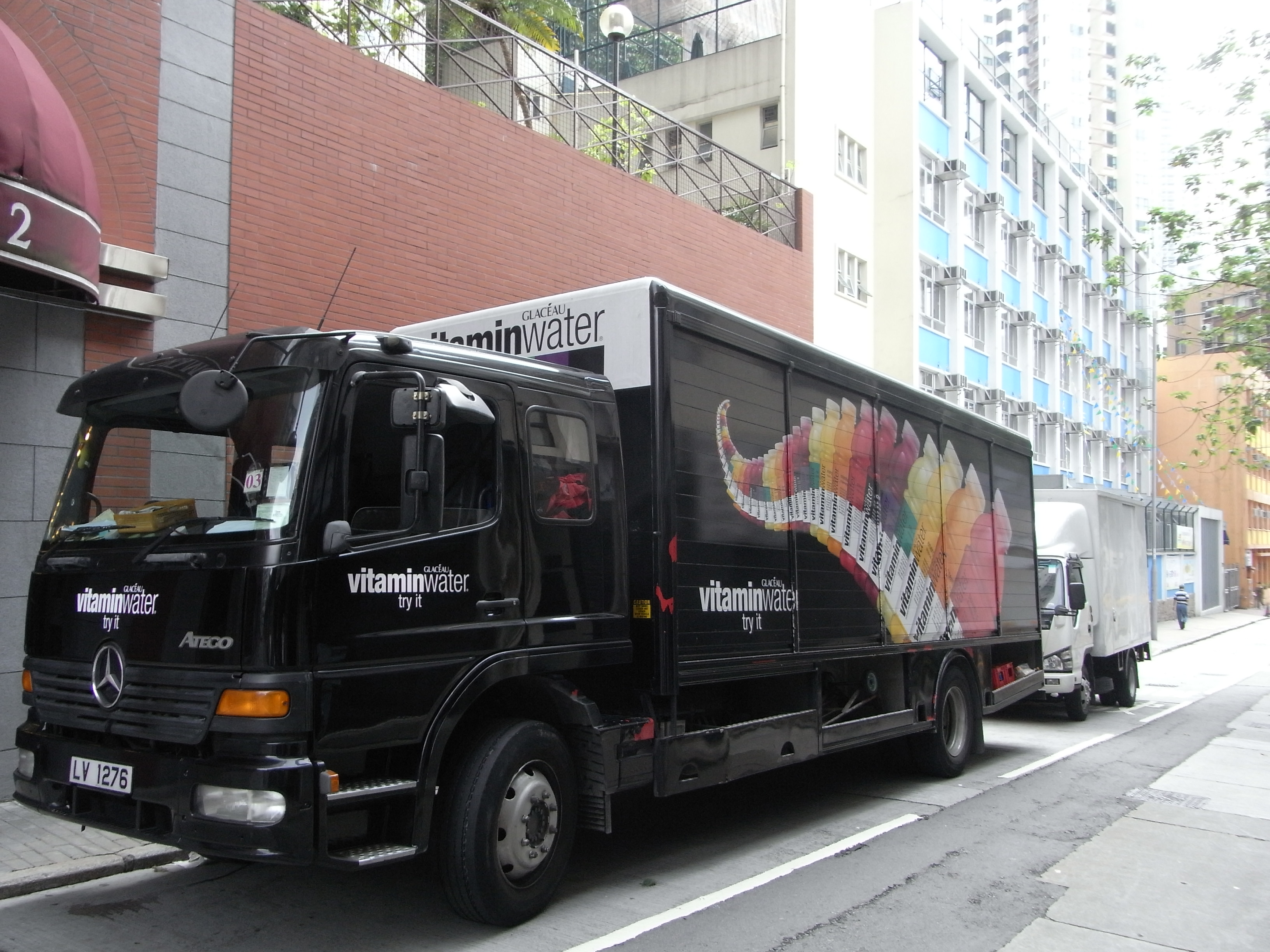
在香港的Atego汽水車。
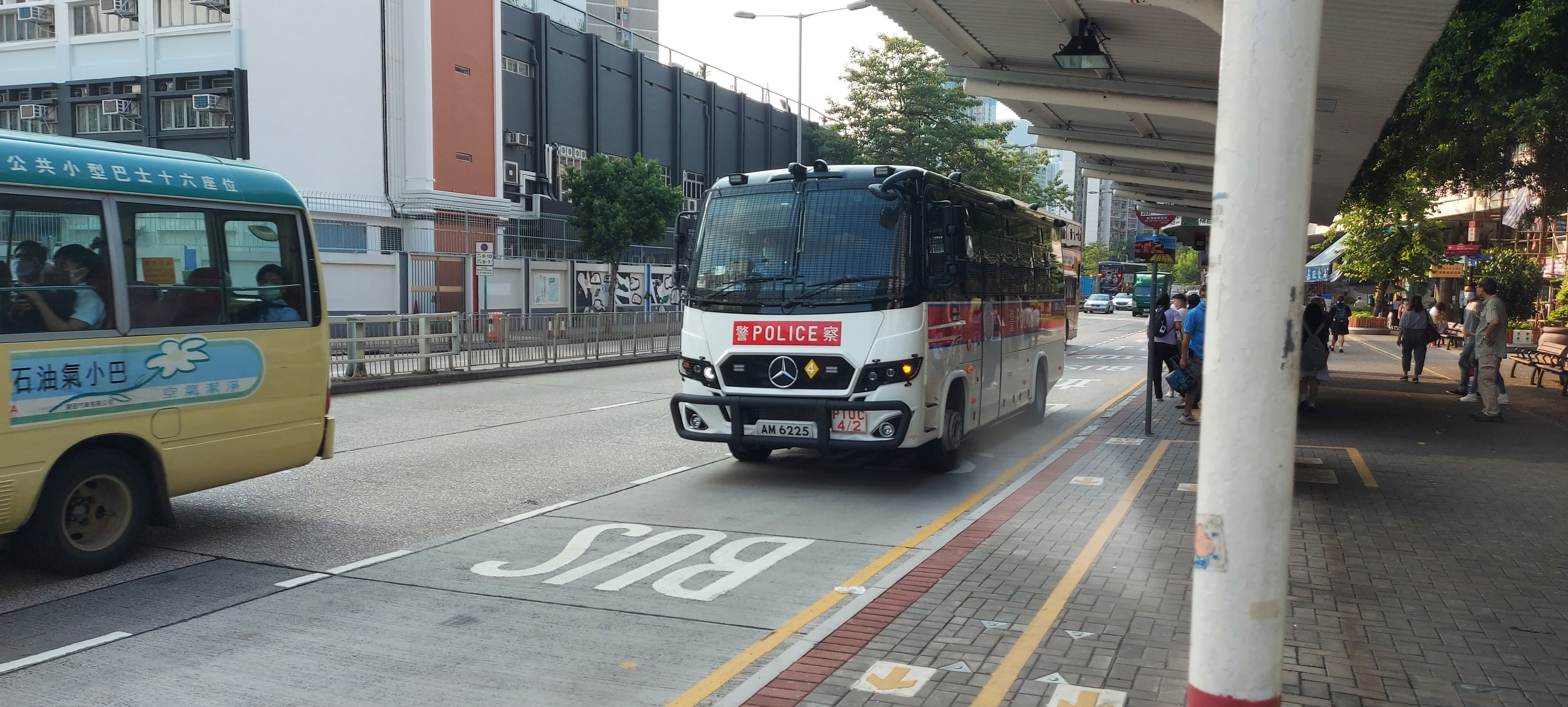
香港警務處的Atego戰術巴士

## 外部連結
- New Mercedes-Benz Race Truck